# سباستوپول (کشتی)
سباستوپول (کشتی) (به انگلیسی: Sebastopol (ship)) یک کشتی است.